# Helge Johansson
Karl Helge "Dempsey" Johansson (8. září 1904, Stockholm – 6. června 1987, Hägersten) byl švédský reprezentační hokejový útočník.
V roce 1924 byl členem Švédské hokejové týmu, který skončil čtvrtý na zimních olympijských hrách.